# Топенант
Топенант (на нидерландски: toppenant) – елемент, въжета, снасти на бягащия такелаж, предназначена за удържане в нужното положение на ноковете, реите, гиковете, изстрелите и товарните стрели. С помощта на топенанта е възможно завъртането на рея във вертикалната плоскост.
В зависимост от принадлежността към конкретното рангоутно дърво, топенантите получават допълнителни наименования: спинакер-гик топенант, фок-рей топенант и други.
При голяма маса на гика топенанта може да се закрепва на шпрюйт – въжена подтяжка, преразпределяща натоварването на две и повече точки на гика.